# Singel (wydawnictwo muzyczne)

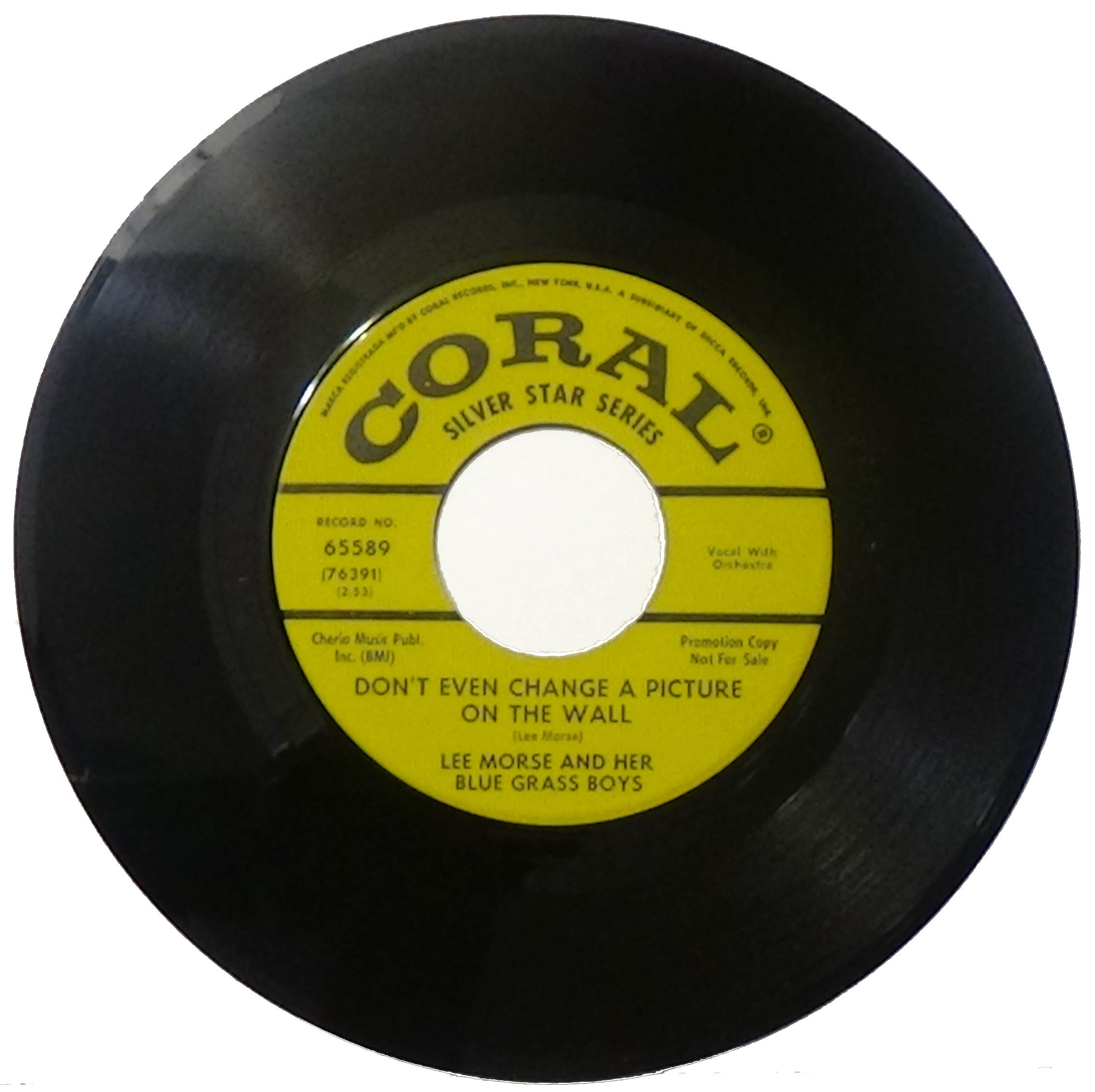
7-calowy singel winylowy (SP; 45 obr./min.) z piosenką „Don’t Even Change a Picture on the Wall” Lee Morse wydawnictwa MGM z lat 50.

Singel, singiel, SP (od ang. Short Play) – krótkie wydawnictwo muzyczne, zawierające jeden lub więcej utworów, zazwyczaj zapowiadające i promujące album, z którego pochodzi tytułowy utwór na singlu.

## Rodzaje singli
- singel winylowy – wydany w postaci klasycznej płyty winylowej
- singel kasetowy – wydany w postaci kasety magnetofonowej
- singel CD – wydany w postaci płyty CD
- digital single – wydany w postaci plików dźwiękowych (np. MP3, FLAC), a później także w formie „streamingowej”, udostępniany poprzez Internet
- maxi singel – zawierający więcej niż dwa utwory, wydany w postaci fizycznej lub cyfrowej
- singel VHS – wydany w postaci filmu (teledysku) na kasecie VHS
- singel DVD – wydany na płycie DVD
- singel promocyjny – niedostępny w regularnej sprzedaży

Single są często wydawane równocześnie w kilku formatach w celu zwiększenia oddziaływania promocji.

## Historia
Początki singla sięgają końca XIX wieku, kiedy to płyty gramofonowe były w stanie zmieścić zaledwie do czterech minut audio. Były one produkowane w różnych rozmiarach i różnych wariantach obrotów na minutę, choć wkrótce standardem został 10-calowy szelakowy dysk o 78 obr./min.
Pod koniec lat 40. zaczęły pojawiać się pierwsze 7-calowe single z utworami umieszczonymi na obu stronach dysku, co zapoczątkowała wytwórnia RCA w marcu 1949. Lekkość i niewielki koszt takiego singla przyczyniły się do jego szybko rosnącej popularności. W latach 70. w użyciu pojawił się 12-calowy singel winylowy, spopularyzowany przez DJ-ów w dyskotekach, który umożliwił umieszczenie na jednej stronie wydłużonej wersji danego utworu. Format ten zwykle zawierał trzy lub cztery ścieżki i zaczął być określany jako maxi singel.
W połowie lat 80. zaczęto produkować single na płytach kompaktowych (CDS), a następnie również w formacie maxi (MCD, CDM). Piosenka „Brothers in Arms” zespołu Dire Straits z 1985 roku jest uznawana za pierwszy singel CD na świecie. W latach 90. płyta CD była wiodącym formatem dla singla.
We wrześniu 1997 utwór „Electric Barbarella” zespołu Duran Duran został wydany przez Capitol Records jako płatny singel do pobrania przez Internet. Był to jeden z pierwszych singli cyfrowych wydanych przez znanego artystę. Na początku XXI wieku, po tym jak firma Apple uruchomiła cyfrowy sklep iTunes, zaczęło stopniowo spadać zainteresowanie singlami wydanymi fizycznie. Muzyka dostępna cyfrowo zmieniła definicję singla, który zaczął oznaczać pojedynczą ścieżkę w postaci pliku audio, a następnie także w formie strumieniowej.

## W Korei Południowej
W południowokoreańskim przemyśle muzycznym terminologia jest wyjątkowa i poza „albumem” i „singlem” obejmuje dodatkowy termin „single album” (hangul: 싱글 음반 singgeul eumban) – kategorię wydawnictw, które nie występują poza Koreą.
Słowo „album” w zwykłym użyciu odnosi się do wydawnictwa muzycznego o długości LP z wieloma utworami. Natomiast koreańskie słowo „album” (hangul: 음반 eumban) oznacza nagranie muzyczne dowolnej długości wydane na nośniku fizycznym; ma ono raczej zbliżone znaczenie do angielskich słów „record” lub „release”. Mimo że terminy „single album” i „single” są podobne i czasem mogą się pokrywać w znaczeniu, to w zależności od kontekstu są uważane za dwa różne typy wydań w Korei Południowej. „Single album” odnosi się do fizycznego wydania (takiego jak CD, LP lub innych mediów), na którym znajduje się jeden lub więcej utworów, podczas gdy „singel” to sama piosenka, zazwyczaj jako pobrany plik cyfrowy lub dostępna przez streaming.
Circle Album Chart (wcześniej Gaon Chart) śledzi sprzedaż wszystkich albumów „offline” wydanych na nośnikach fizycznych, co oznacza, że „single album” konkurują m.in. z pełnowymiarowymi albumami studyjnymi. Circle Digital Chart, która notuje pobieranie i przesyłanie strumieniowe, jest uważana za oficjalny ranking singli.